# Национальная премия ГДР
Национальная премия ГДР — премия, учреждённая в Германской Демократической Республике в 1949 году.
Премией награждались люди, имевшие особые заслуги в области науки и техники, культуры и искусства, изобретатели и рационализаторы.
Традиционно церемония награждения проводилась 7 октября, в День Республики. Награждались не только граждане ГДР, но и иностранцы (например, лауреатами премии становились граждане СССР: селекционер В. Н. Ремесло, кинооператоры А. Г. Кричевский и К. И. Рыжов, мультипликатор Ф. С. Хитрук).
Премия имела три степени. Награждённые премией 1-й степени получали 100 тысяч марок, за 2-ю степень — 50 тысяч марок и 25 тысяч марок за 3-ю.
Награждённым вручался золотой знак диаметром 26 миллиметров. На лицевой части этого знака был изображён портрет Гёте и надпись «Deutsche Demokratische Republik», на обороте надпись «Nationalpreis» (Национальная премия). Носить этот знак следовало на груди справа.